# Gouden Bul van Eger
De Gouden Bul van Eger werd getekend op 12 juli 1213 in Eger. Met deze bul verleende koning Frederik II in het Heilig Roomse Rijk vrije bisschopsverkiezingen, deed hij afstand van het spolien- en regalienrecht en liet de bisschoppen vrij om te beslissen over de successiebepalingen in geval van overlijden van een bisschop.
Paus Innocentius III behield de grondgebieden in Midden-Italië, die door Keizer Otto IV waren toegezegd en kreeg het recht Duitse geestelijken aan te stellen. Bovendien verbond Frederik er zich toe, ketters te vervolgen.
Paus Innocentius III op zijn beurt verbond er zich toe, dat na de val van de Welfen, dat hij de keurvorsten zal dwingen Frederik te erkennen als hun vorst.
De Gouden Bul van Eger was van groot territoriaal belang voor de Kerkelijke Staat en een ferme beknotting van het rijkskerkenstelsel.